# Oberjünne
Oberjünne ist ein Ortsteil der Gemeinde Planebruch im Landkreis Potsdam-Mittelmark im Land Brandenburg.

## Geografische Lage
Das Dorf liegt am nordwestlichen Rand der Gemarkung von Planebruch und grenzt im Westen an die Gemeinde Golzow. Nordwestlich liegt, ebenfalls an der Landstraße 86, der Planebrucher Wohnplatz Forsthaus Johannisheide und südlich der Ortsteil Cammer. Der überwiegende Teil der Fläche ist bewaldet; die Wohnbebauung befindet sich südlich der Landstraße.

## Geschichte und Etymologie
Im Jahr 1602 entstand auf der wüsten Feldmark Neuendorf ein Vorwerk mit Kolonistensiedlung („sambt dem Rittersitze auf der Neuendorfischen feldtmarcken“). Es befand sich im Besitz derer von Broesigke, die in Cammer einen Rittersitz innehielten. Dieses Vorwerk wurde 1745 als OberJumme und 1775 als Obergünde, Oberjünne bezeichnet. Der Name leitet sich von den oberen Gründen eines Rittergutes ab, auf dem sich zunächst nur ein Bauernhof befand (1772). Durch den Zuzug weiterer Büdner entwickelte sich bis 1780/1781 eine Kolonie. Dort lebten im Jahr 1801 insgesamt 15 Büdner und vier Einlieger. Es gab mittlerweile einen Krug sowie einen fünf Morgen (Mg) großen Weinberg. Die Bewohner hatten das Recht, 1000 Mg Holz zu schlagen. Oberjünne war zu dieser Zeit neun Lehnhufen groß; es wurden 22 Feuerstellen (=Haushalte) betrieben. Bis 1837 waren 30 Wohnhäuser entstanden. Die Kolonie war im Jahr 1858 insgesamt 170 Mg groß: 20 Mg Gehöfte, 90 Mg Acker und 60 Mg Weide. Auf der Fläche standen 30 Wohn- und 39 Wirtschaftsgebäude. Im Vorwerk gab es zwei Wohn- und vier Wirtschaftsgebäude. Im Jahr 1928 wurde das Rittergut mit Vorwerk mit der Gemeinde Cammer vereinigt und war dort 1931 ein Wohnplatz.
Nach dem Zweiten Weltkrieg erhielt das Dorf – mittlerweile selbstständige Landgemeinde – aus der Gemeinde Cammer insgesamt 197,15 Hektar als Zulage. Diese wurde auf zwölf landarme Bauern und 25 nichtlandwirtschaftliche Arbeiter, Angestellte und Kleinpächter aufgeteilt. Im Jahr 1960 gründete sich eine Landwirtschaftliche Produktionsgenossenschaft (LPG) Typ I mit 57 Mitgliedern und 136 Hektar landwirtschaftlicher Nutzfläche, die nach 1962 an die LPG Typ III Golzow angeschlossen wurde. Im Jahr 1973 bestanden im Ort die Revierförsterei Oberjünne-Johannisheide sowie die Gemeinschaftseinrichtung Schweinekombinat. Oberjünne besaß zu keiner Zeit eine Kirche und war 1801 nach Cammer eingekircht (ebenso 1900 und 1939) und kam 1956 nach Golzow.

## Bevölkerungsentwicklung
| Jahr      | 1772 | 1801 | 1817 | 1837 | 1858                  | 1871      | 1885      | 1895      | 1905 | 1925 | 1946 | 1964 | 1971 |
| Einwohner | 56   | 107  | 119  | 146  | Kolonie 143 und Gut 5 | 139 und 4 | 156 und 7 | 158 und 5 | 149  | 129  | 192  | 170  | 150  |

## Sehenswürdigkeiten
- Die Friedenseiche zum Gedenken an die Befreiungskriege im Dorfzentrum steht als Naturdenkmal unter Schutz.